# Duvalius rajtchevi
Duvalius rajtchevi is een keversoort uit de familie van de loopkevers (Carabidae). De wetenschappelijke naam van de soort is voor het eerst geldig gepubliceerd in 1983 door Genest et Juberthie.